# روبرت أ. جاي غانون
روبرت أ. جاي غانون (بالإنجليزية: Robert A. J. Gagnon)‏ هو أستاذ جامعي أمريكي، ولد في 31 يوليو 1958.